# Броненосные крейсера типа «Ибуки»
Броненосные крейсера типа «Ибуки» — тип крейсеров японского императорского флота начала XX века. Являлись усовершенствованной версией крейсеров типа «Цукуба». Всего построено 2 единицы: «Ибуки» (яп. 伊吹), «Курама» (яп. 鞍馬). Стали переходным типом между броненосными и линейными крейсерами.

## Проектирование и постройка
«Ибуки» — Заложен в мае 1906, спущен 21 октября 1907, вошёл в строй 28 февраля 1911 года.
«Курама» — Заложен в мае 1906, спущен 21 ноября 1907, вошёл в строй 1 ноября 1909 года.

## Конструкция
Тип «Ибуки» был первоначально заказан во время русско-японской войны 31 января 1905 года по типу «Цукуба». Но до начала постройки они были перепроектированы под 8-дюймовые (203-мм) орудия в четырёх двухорудийных башня вместо двенадцати 6-дюймовых (152-мм) орудий. Это потребовало большего корпуса для установки башен и увеличения мощности, чтобы иметь чуть большую скорость, чем у типа «Цукуба».
Они предназначались для сражения в линии с броненосцами, как это сделали два броненосных крейсера типа «Касуга» в битвах на Жёлтом море и Цусиме во время русско-японской войны. Появление «Дредноута» вооружённого десятью 12-дюймовыми (305-мм) пушками и скоростью 22 узла сделало эти корабли устаревшими до того, как они были введены в эксплуатацию. В 1912 году они были переклассифицированы в линейные крейсера.
Корабли имели общую длину 147,8 м, длину между перпендикулярами 137,2 м, ширину 23,0 м и осадку при нормальном водоизмещении 8,0 м. Они имели нормальное водоизмещение 14 636 длинных тонн (14 871 т), полное — 15 595 длинных тонн (15 845 т), что примерно на 900 длинных тонн (910 т) больше, чем у «Цукубы» . Экипаж насчитывал 845 офицеров и матросов.

### Вооружение
На кораблях стояли четыре 305-мм/45 пушки в двухорудийных башнях в носовой и кормовой части. Орудия имели угол возвышения 23°, угол склонения −3°. Это позволяло вести огонь бронебойным снарядом на 22 000 м. Орудия стреляли несколькими типами снарядов одинакового веса по 386 кг. Их дополняли восемь 203-мм орудий, расположенных в четырех башнях по той же схеме, что на русском «Рюрике II».

### Силовая установка
«Ибуки» был оснащён двумя турбинами с прямым приводом, общей мощностью 24 000 лошадиных сил на валу (17 900 кВт), что должно было обеспечить максимальную скорость 22,5 узла. Они работали на пару от 18 водотрубных котлов Miyabara смешанного отопления (распрыскивали мазут на уголь для увеличения скорости горения) оборудованных пароперегревателями, с рабочим давлением 17 кг/см². Показатели во время первых ходовых испытаний 12 августа 1909 года были неудовлетворительными, поскольку была достигнута скорость всего 20,87 узла, несмотря на то, что турбины превысили номинальную мощность и развили 27 353 л. с. Позже турбины были модифицированы, а гребные винты заменены в попытке решить проблему, но без особого успеха. Корабль снова вышел на испытания на полную мощность 23 июня 1910 года и достиг скорость 21,16 узла (39,19 км / ч; 24,35 мили в час) при мощности 28 977 л. с. (21 608 кВт).
На «Курама» использовались традиционные четырёхцилиндровых паровые машины с номинальной мощностью 22 500 лошадиных сил (16 800 кВт), что на 1500 лошадиных сил (1125 кВт) больше, чем у предыдущего типа. Он использовал тот же тип котлов, что и "Ибуки", но больше, всего 28, что потребовало дополнительной трубы. Максимальный запас топлива — 2000 длинных тонн (2032 т) угля и 215 длинных тонн (218 т) мазута, хотя их дальность плавания неизвестна.

## Оценка проекта
«Полулинейный полукрейсер».